# Darisodes brunneata
Darisodes brunneata là một loài bướm đêm trong họ Geometridae.